# 京合高速动车组列车

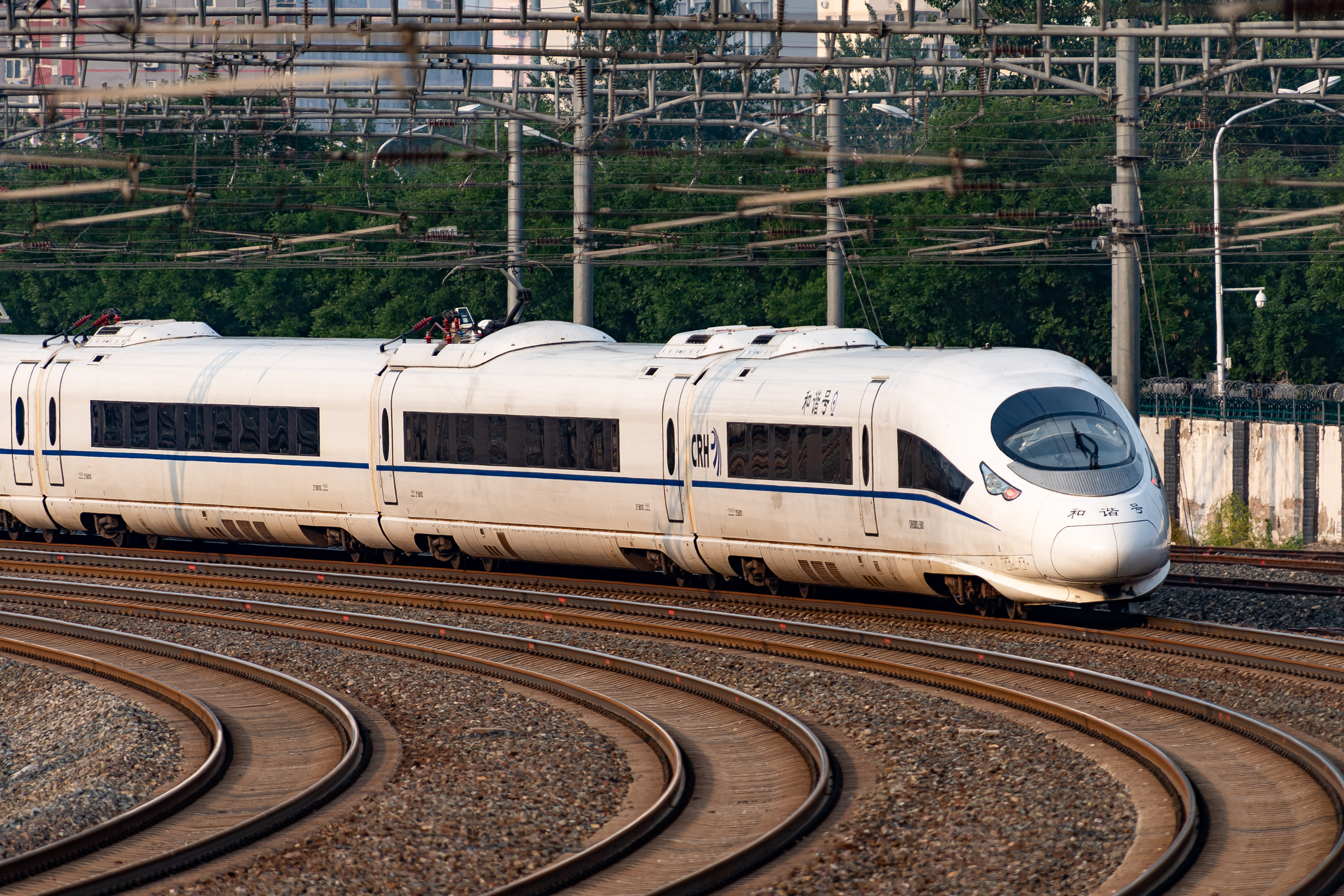
CRH380CL-5601担当的G2564次驶入北京南站

京合高速动车组列车是中国铁路运行于首都北京市北京南站至安徽省省会合肥市合肥南站间的高速动车组列车，现每天开行4.5对列车，其中G2555/2564次列车由北京局集团北京客运段高铁一队担当，G29/30次列车由北京局集团北京客运段高铁二队担当，其余列车均由上海局集团合肥客运段高铁ー队担当。

## 历史
2012年10月16日，配合合蚌客运专线开通，新增北京南站至合肥站间高速动车组列车。
2013年7月1日，G266次延长至六安站始发，隔年12月10日G261次延长至六安站终到。
2015年7月1日，配合合福客运专线启用，原在合肥站始发终到的各列车陆续转移至合肥南站。同时安排G265/270次列车延长至黄山北站始发终到。
2018年4月10日，新增北京南～合肥南G23/24次列车，并与G29/30次列车一同使用“复兴号”动车组开行，且在京沪高铁上使用达速标尺按最高时速350公里运行。
2019年7月10日，原运行于合肥南站至北京南站间的G268、G272次列车延长黄山北站始发。
2020年7月1日，北京南～合肥南G23/30次列车延长芜湖站始发终到。
2021年6月25日，京沪高铁运行图重排，经过重新编排后安排北京南~合肥南G42/43、G2552/2563、G2555/2564、G2565次计3.5对高速动车组列车。
2024年6月15日，G29/30这对车次复用于京合列车。

## 使用列车
主要使用CR400BF-B、CR400BF-Z、CRH380B、CRH380BL、CRH380CL等列车。

## 其他行驶北京与合肥间的过路车次
除以上车次外，来往北京与芜湖、六安、安庆、黄山、金华、景德镇、福州、厦门等地之间的高速列车亦运行于北京与合肥之间。每天运行于北京与合肥间的高速列车约为18对。
- 京芜高速动车组列车：G41/44次（1对）
- G2551/2554次列车（六安）：G2551/2554次列车（1对）
- G2595/2594、G2596/2593次列车（安庆太湖）：G2595/2594、G2596/2593次列车（1对）
- 京黄高速动车组列车：G2553/2566次、G2561/2556次、G2562次（2.5对）
- G2557/2558次列车（金华永康）：G2557/2558次列车（1对）
- G2553/2566次列车（景德镇）：G2553/2566次列车（1对）
- 京福高速动车组列车：G45/46次、G302/303次（2对）
- 京厦高速动车组列车：G301/304次、G321-326次（4对）